# Ленорман, Шарль
Шарль Ленорман (фр. Charles Lenormant; Париж, 1 июня 1802 — Афины, 22 ноября 1859) — французский археолог и нумизмат XIX века.

## Биография

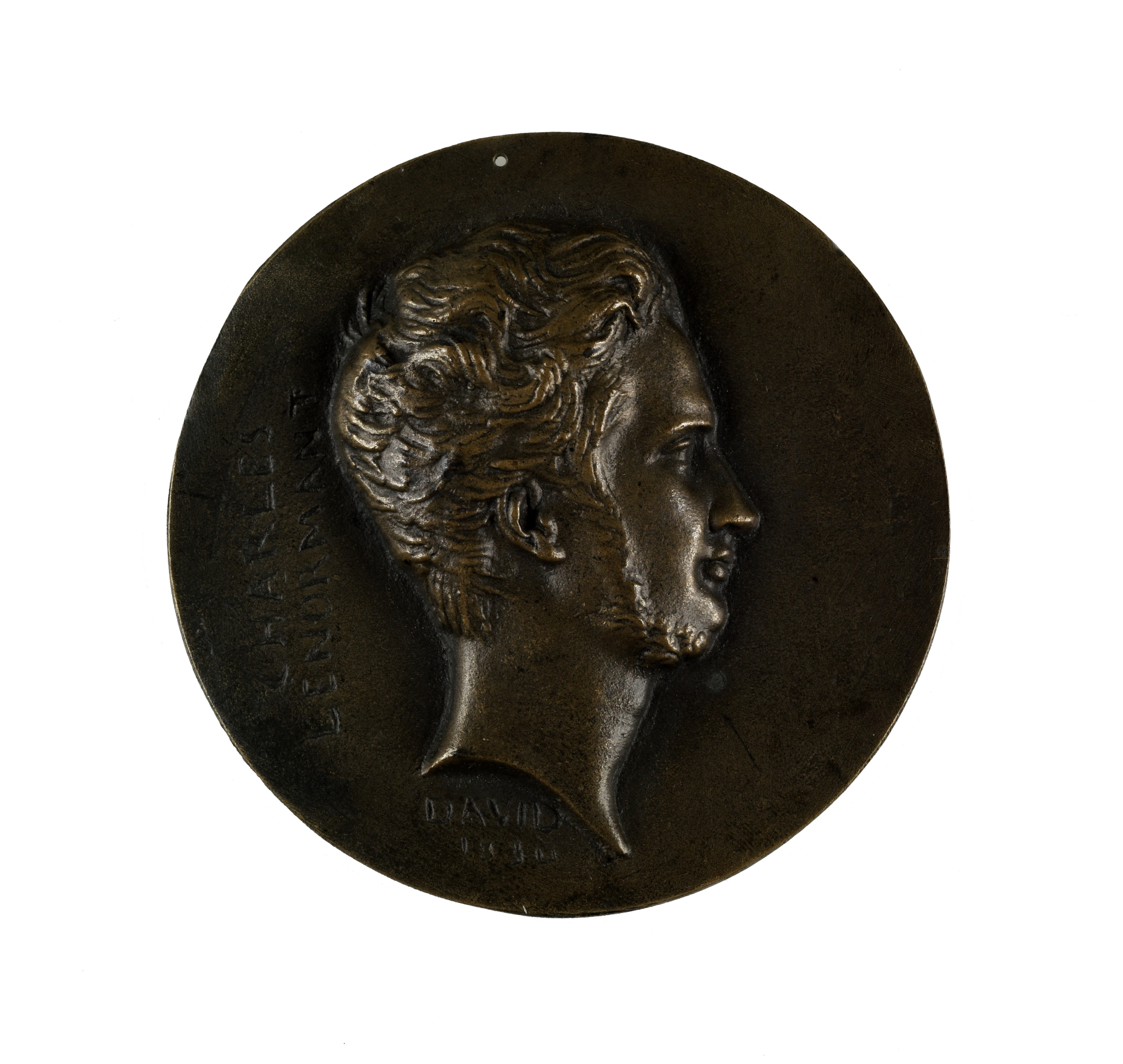
Медаль с портретом Ленормана.

Шарль Ленорман родился в 1802 году в Париже.
После завершения учёбы в Лицее Карла Великого и Лицее Наполеона, он бы мог стать юристом, но путешествия в Италию и Сицилию (1822-23) сделали его энтузиастом археологом.
В 1825 году он был назначен младшим инспектором изящных искусств и через несколько месяцев он женился на Амели Сивокт (Amelia Syvoct), племяннице и приёмной дочери знаменитой мадам Рекамье.
Он посетил Италию, Бельгию и Нидерланды, и сопровождал Шампольона в Египет, где посвятил себя изучению архитектурных памятников.
Позже он путешествовал по Греции в качестве помощника директора археологического отдела научной экспедиции на Пелопоннес.
По возвращении он был назначен куратором произведений искусств в Королевской библиотеке.
Несмотря на то, что предметом его кафедры была современная история, его лекции в основном были посвящены древней истории, в частности происхождению греческой цивилизации.
В 1836 году он был назначен куратором печатных книг Королевской библиотеки, и в 1839 году был избран членом Академии.
В 1840 году он стал куратором Кабинета медалей.
Франсуа Гизо, который стал министром иностранных дел в 1841 году, послал Ленормана с миссией в Грецию.
По возвращении из поездки Ленорман продолжил свои лекции в Сорбонне, занявшись в особенности христианской цивилизацией и её источниками.
Эти исследования сделали его верующим христианином, и с этого момента его лекции впечатляли глубиной его католической веры.
Он заявил о своих убеждениях в своих Исторических вопросах (Questions historiques Париж 1845), в своей работе Религиозные объединения в христианском обществе (Associations religieuses dans la société chrétienne Париж 1866), и во многих статьях во французском католическом обозрении Correspondant.
Его труды оказали огромное влияние на широко обсуждаемый вопрос о свободе преподавания (liberté d’enseignement).
В 1846 году студенты Сорбонны в отместку за его участие в борьбе за кафедру Эдгара Кинэ вынудили Ленормана отказаться от своей профессорской должности, после чего он ушёл из редакции Correspondent.
В 1848 году он был назначен директором комиссии исторических памятников, и в 1849 году почти единогласным решением членов Академии он был назначен на кафедру археологии в Коллеж де Франс.
С этого времени он посвятил себя полностью изучению египетской археологии.
Он умер во время своей третьей поездки в Грецию в ноябре 1859 года.
Его сын Франсуа пошёл по стопам отца.

## Память

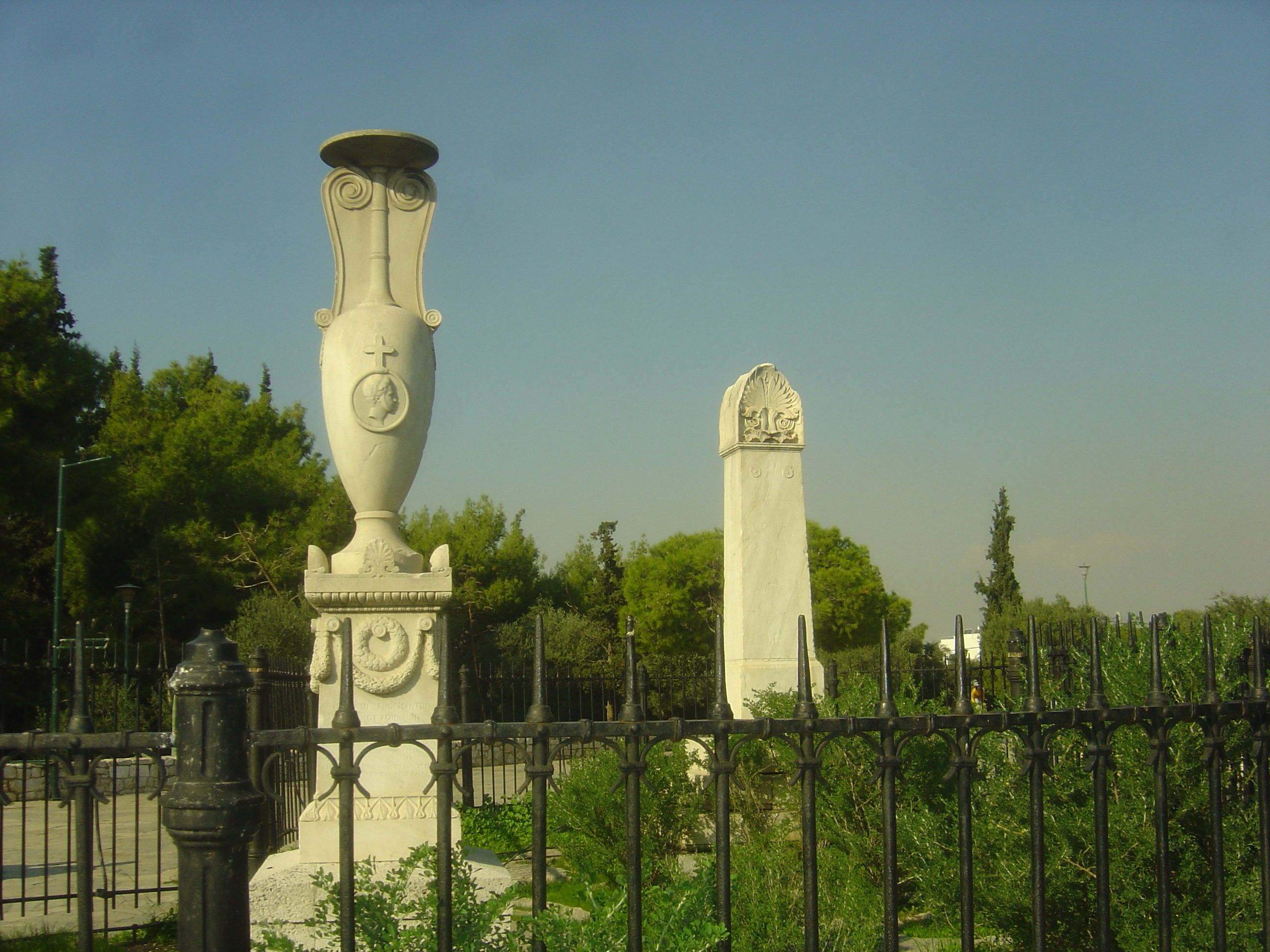
Надгробный памятник Ленорману (на переднем плане) и Миллеру в Колонос Афины.

Неожиданная смерть Ленормана потрясла Грецию, где он считался филэллином.
После заседания муниципального совета мэр Афин Георгиос Скуфос предложил к сыну покойного (François Lenormant 1837—1883) в знак признания похоронить сердце Ленормана на специально отведенном участке, на месте древней Платоновской Академии в муниципалитете Колонос в Афинах и возле своего старого друга и почитателя немецкого поэта Карла Мюллера.
По получению согласия сына сердце археолога было установлено в мраморную гидрию, повторявшую тип аналогичной древней греческой, но с рельефом головы Ленормана на одной из своих сторон. Первоначальная гидрия была работой французского скульптора. Сегодняшняя гидрия является копией первоначальной и выполнена греческим скульптором Михалисом Томбросом в 1936 году
Центральная улица муниципалитета Колонос была названа в честь археолога Ленормана.
Супруга покойного, в знак признания греческому государству, за память и честь оказанную покойному, подарила греческому парламенту картину из коллекции своего родственника Шатобриана.

## Изданные работы
Многие из работ Ленормана были опубликованы в изданиях: Annales de l’Institut archéologique de Rome (Хроники археологического института Рима), научном журнале Mémoires de l’Académie des Inscriptions, которым он руководил с его создания (1843—1855), Revue de Numismatique (Нумизматическое обозрение), и Correspondant.
Среди его основных независимых опубликованных работ перечислены:
- Современные художники — Les Artistes contemporains (Paris, 1833, 2 vols.)
- Введение в историю Западной Азии — Introduction à l’histoire de l’Asie occidentale (Paris, 1838)
- Музей египетских древностей — Musée des Antiquités égyptiennes (Paris, 1842)
- Вопросы истории — Questions historiques (Paris, 1845)

вместе с двумя огромными коллекциями:
- Нумизматическое и скульптурное сокровище — Trésor de numismatique et de glyptique (Paris, 1834—50) (в сотрудничестве с Полем Деларош и Louis-Pierre Henriquel-Dupont)
- Выбор керамографических памятников Élite des monuments céramographiques (1844—58) (совместно с бельгийским археологом Jean de Witte).